# Ярослав Дворак
Ярослав Дворак (на литовски: Jaroslav Dvorak) е литовски политолог, мениджър, доктор по социални науки.

## Биография
Ярослав Дворак е роден на 15 септември 1974 г. в Клайпеда. През 2002 г. завършва Техническия университет в Каунас, а след това учи публична администрация в Клайпедския университет. Получава докторска степен по политически науки в университета „Витолд Велики“ в Каунас.
Работил е като търговец в Клайпеда, след което се е включил в света на науката. Бил е преподавател в Клайпедския държавен колеж, по-късно преместен в Клайпедския университет. Работил е като гост-изследовател в Института по руски и евразийски изследвания в Упсалски университет (2017) и като гост-професор в Техническия университет в Бялисток (2017). В момента той е ръководител на катедра „Публична администрация и политически науки“ в университета в Клайпеда. Член е на редакциите на международни научни списания. Той е координатор на панелите „Evidence based policy making“ и „Cultural Policy and Creativity for Smart Development in Central and Eastern Europe“. От 2021 г. Я. Дворак е гост-професор в университета в Йоханесбург (Южна Африка).
През 2023 г. работи като гост-професор в Ягелонски университете, Краков.

## Представени позиции
- 2019 – 2021 – Член на Съвета за развитие на региона на Клайпеда.[3]
- 2021 – Член на Съвета за Изследване на People Powered.[4]
- 2021 - 2023 - Председател на Общинския съвет на неправителствените организации в Клайпеда.[5]
- 2022 - 2023 Председател на Съвместната докторска комисия[6].
- 2023 - асоцииран редактор в списание Heliyon, раздел Общество и политика[7].
- 2025–2027 член на Сената на Клайпедския университет[8].

## Основни публикации
- Burksiene, V., Dvorak, J., & Burbulyte-Tsiskarishvili, G. (2018). Sustainability and sustainability marketing in competing for the title of European Capital of Culture. Organizacija, 51(1), 66 – 78.
- Burksiene, V., Dvorak, J., & Duda, M. (2019). Upstream Social Marketing for Implementing Mobile Government. Societies, 9(3), 54.
- Dvorak, J., & Civinskas, R. (2019). The Sweden Model of Information Exchange and Partnership between Stakeholders: The Case of Posting Workers. Public administration issues, (1), 190 – 210.
- Dvorak, J., Burkšienė, V., & Sadauskaitė, L. (2019). Issues in the implementation of cultural heritage projects in Lithuania: the case of the Klaipeda region. Cultural Management, 23.
- Civinskas, R., & Dvorak, J. (2019). In search of employee perspective: understanding how Lithuanian companies use employees representatives in the adoption of company’s decisions. Administrative Sciences, 9(4), 78.
- Burksiene, V., & Dvorak, J. (2020). Performance Management in Protected Areas: Localizing Governance of the Curonian Spit National Park, Lithuania. Public administration issues, (5), 105 – 124.
- Burksiene, V., Dvorak, J., Burbulytė-Tsiskarishvili, G. (2020). City Diplomacy in Young Democracies: The Case of the Baltics. In City Diplomacy (pp. 305 – 330). Palgrave Macmillan, Cham.
- Dvorak, J. (2020). Lithuanian COVID-19 Lessons for Public Governance. In: Joyce P., Maron, F. et. al. (eds) Good Public Governance in a Global Pandemic. Brussels: IIAS-IISA.
- Dvorak, J. (2021). Response of the Lithuanian municipalities to the First Wave of COVID-19, Balt. Reg., Vol. 13, no. 1, p. 70 – 88. DOI: 10.5922/2079-8555-2021-1-4.
- Dvorak, J., Pernica, B. (2021). To free or not to free (ride): a comparative analysis of the NATO burden-sharing in the Czech Republic and Lithuania – another insight into the issues of military performance in the Central and Eastern Europe, Defense & Security Analysis, DOI: 10.1080/14751798.2021.1919345
- Kotseva-Tikova, M., Dvorak, J. (2021). The Bioeconomiy During a COVID-19 Pandemic: The Case of Bulgaria and Lithuania. Икономическа мисъл, 4, p. 71 – 92
- Civinskas, R., Dvorak, J., Šumskas, G. (2021). Beyond the Front-Line: the Coping Strategies and Discretion of Lithuanian Street-Level Bureaucracy During COVID-19. Corvinus Journal of Sociology and Social Policy, Vol. 12, No.1, p. 3-28
- Dvorak, J., Civinskas, R. (2022). The use of employee financial participation in Lithuanian companies (pp. 35–54). Hershey, PA: Business Science Reference. https://doi.org/10.4018/978-1-7998-8557-3.ch003
- Steblyna, N., Dvorak, J. (2021). Reflections on the Independent Mass Media of Post-Soviet Countries and Political Competitiveness Politics in Central Europe, vol.17, no.3,  pp.565-588. https://doi.org/10.2478/pce-2021-0024
- Mills, D.; Pudney, S.; Pevcin, P.; Dvorak, J. Evidence-Based Public Policy Decision-Making in Smart Cities: Does Extant Theory Support Achievement of City Sustainability Objectives? Sustainability 2022, 14, 3. https://doi.org/10.3390/su14010003
- Burkšienė, V., Burbulytė-Tsiskarishvili, G., Dvorak, J. (2022). Mayoral Influence on Participatory Budgeting in Lithuania during Covid-19. Emerging Science Journal, Vol.6, Special Issue "COVID-19: Emerging Research", p. 151-164
- Burksiene, V.; Dvorak, J. (2022). E-Communication of ENGO’s for Measurable Improvements for Sustainability. Adm. Sci., 12, 70. https://doi.org/10.3390/admsci12020070
- Burkšienė, V., Dvorak, J.(2022). Local NGO e-communication on environmental issues. In The Routledge handbook of nonprofit communication. New York : Routledge, 2022. eISBN 9781003170563. p. 269-278
- Mishenina, H.; Dvorak, J. (2022).Public–Private Partnership as a Form of Ensuring Sustainable Development of the Forest Management Sphere. Adm. Sci. 12, 156. https://doi.org/10.3390/admsci12040156
- Kotseva-Tikova, M.;Dvorak, J. (2022). Climate Policy and Plans for Recovery in Bulgaria and Lithuania. Romanian Journal of European Affairs, Vol. 22, No.2, p. 79-99
- Burkšienė, V., Dvorak, J., & Valutienė, L. (2022). Quality management in the museums of Lithuania (null6, Issue 2). Berlin : Logos Verlag. https://doi.org/10.30819/cmse.6-2.01
- Pernica, B., Dvorak, J., Lazar, Z., Taksás, B., & Maskalíkis, A. (2023). Defense industrial bases (DIB) in six small NATO post-communist countries. Economics of Peace and Security Journal, 18(1), 53-65
- Dvorak, J., & Burkšienė, V. (2024). Sustainability Factors Shaping Port Security: A Case Study of Baltic Ports. In Global Challenges in Maritime Security: Sustainability and the Sea (pp. 81-111). Cham: Springer International Publishing
- Kotseva-Tikova, M., Dvorak, J. (2025). Evaluating Eurozone Integration: Bulgaria’s Preparation and Lithuania’s Outcomes. – Economic Studies (Ikonomicheski Izsledvania), 34(4), pp. 3-18.